# Episodi di PJ Masks - Superpigiamini (prima stagione)
La prima stagione della serie animata Pj Masks - Superpigiamini è stata trasmessa negli Stati Uniti su Disney Junior a partire dal 18 settembre 2015. In Italia la serie è stata trasmessa su Disney Junior a partire dal 18 gennaio 2016.
| nº  | Titolo originale                          | Titolo italiano                             | Prima TV USA      | Prima TV Italia |
| --- | ----------------------------------------- | ------------------------------------------- | ----------------- | --------------- |
| 1a  | Blame It on the Train, Owlette            | Il treno scomparso                          | 18 settembre 2015 | 2016            |
| 1b  | Catboy's Cloudy Crisis                    | I gatti non amano l'acqua                   | 18 settembre 2015 | 2016            |
| 2a  | Owlette and the Flash Flip Trip           | Gufetta e la rovesciata della Bella Saetta  | 18 settembre 2015 | 2016            |
| 2b  | Catboy and the Pogo-Dozer                 | GattoBoy e il pogo-dozer                    | 18 settembre 2015 | 2016            |
| 3a  | Gekko and the Super Ninjalinos            | Geco e i super mini ninja                   | 25 settembre 2015 | 2016            |
| 3b  | Owlette's Terrible Pterodactyl Trouble    | Gufetta e il terribile pterodattilo         | 25 settembre 2015 | 2016            |
| 4a  | Catboy and the Shrinker                   | GattoBoy e il restringitore                 | 2 ottobre 2015    | 2016            |
| 4b  | Owlette and the Moon-Ball                 | Gufetta e la palla-lunare                   | 2 ottobre 2015    | 2016            |
| 5a  | Catboy and the Butterfly Brigade          | GattoBoy e la Brigata Farfalle              | 9 ottobre 2015    | 2016            |
| 5b  | Owlette the Winner                        | Gufetta la vincente                         | 9 ottobre 2015    | 2016            |
| 6a  | Speak UP, Gekko!                          | Su parla, Geco!                             | 16 ottobre 2015   | 2016            |
| 6b  | Catboy and Master Fang's Sword            | GattoBoy e la spada del Maestro Feng        | 16 ottobre 2015   | 2016            |
| 7a  | Catboy VS. Robo-Cat                       | GattoBoy contro Robo-Gatto                  | 23 ottobre 2015   | 2016            |
| 7b  | Owlette and the Giving Owl                | Gufetta e il gufo-regalo                    | 23 ottobre 2015   | 2016            |
| 8a  | Catboy and the Great Birthday Cake Rescue | GattoBoy e la magnifica torta di compleanno | 30 ottobre 2015   | 2016            |
| 8b  | Gekko and the Snore-A-Sauras              | Geco e il russosauro                        | 30 ottobre 2015   | 2016            |
| 9a  | Looking After Gekko                       | Prendersi cura di Geco                      | 6 novembre 2015   | 2016            |
| 9b  | Catboy and the Teeny Weeny Ninjalino      | GattoBoy e il mini-ninja piccino piccino    | 6 novembre 2015   | 2016            |
| 10a | Catboy's Tricky Ticket                    | GattoBoy e il biglietto in più              | 13 novembre 2015  | 2016            |
| 10b | Gekko and the Missing Gekko-Mobile        | Geco e la Geco-mobile scomparsa             | 13 novembre 2015  | 2016            |
| 11a | Catboy's Flying Fiasco                    | I gatti non volano                          | 20 novembre 2015  | 2016            |
| 11b | Gekko's Stay-at-Home Sneezes              | Geco e il raffreddore                       | 20 novembre 2015  | 2016            |
| 12a | Gekko Saves Christmas                     | Geco salva il Natale                        | 4 dicembre 2015   | 2016            |
| 12b | Gekko's Nice Ice Plan                     | Il piano ghiacciato di Geco                 | 4 dicembre 2015   | 2016            |
| 13a | Gekko and the Mighty Moon Problem         | Geco e il problema della Luna               | 11 dicembre 2015  | 2016            |
| 13b | Clumsy Catboy                             | Il maldestro Gattoboy                       | 11 dicembre 2015  | 2016            |
| 14a | Catboy and Gekko's Robot Rampage          | GattoBoy, Geco e i robot                    | 22 gennaio 2016   | 2016            |
| 14b | Owlette's Feathered Friend                | L'amica pennuta di Gufetta                  | 22 gennaio 2016   | 2016            |
| 15a | Owlette and the Battling Headquarters     | Gufetta e il quartier generale migliore     | 29 gennaio 2016   | 2016            |
| 15b | Gekko and the Mayhem at the Museum        | Geco e le trappole del museo                | 29 gennaio 2016   | 2016            |
| 16a | Catboy Takes Control                      | GattoBoy prende il comando                  | 5 febbraio 2016   | 2016            |
| 16b | Owlette's Two Wrongs                      | Due torti per Gufetta                       | 5 febbraio 2016   | 2016            |
| 17a | Gekko Floats                              | Geco fluttuante                             | 12 febbraio 2016  | 2016            |
| 17b | Catboy's Two-Wheeled Wonder               | GattoBoy e le meraviglie a due ruote        | 12 febbraio 2016  | 2016            |
| 18a | Catboy's Great Gig                        | Il grande concerto di GattoBoy              | 18 marzo 2016     | 2017            |
| 18b | Owlette's New Move                        | La nuova mossa di Gufetta                   | 18 marzo 2016     | 2017            |
| 19a | Supersonic Owlette                        | Gufetta Supersonica                         | 1º aprile 2016    | 2017            |
| 19b | Catboy and the Sticky Splat Slingshot     | Gattoboy e le palline appiccicose           | 1º aprile 2016    | 2017            |
| 20a | Owlette of a Kind                         | Le specialità di Gufetta                    | 22 aprile 2016    | 2017            |
| 20b | Beat the Drum, Catboy                     | Batti il tamburo, GattoBoy!                 | 22 aprile 2016    | 2017            |
| 21a | Catboy Squared                            | GattoBoy al quadrato                        | 24 giugno 2016    | 2017            |
| 21b | Gekko's Super Gekko Sense                 | Il super senso da Geco                      | 24 giugno 2016    | 2017            |
| 22a | Owlette and the Owletteenies              | Gufetta e i Gufettini                       | 15 luglio 2016    | 2017            |
| 22b | Gekko's Blame Campaign                    | Non è colpa di Geco                         | 15 luglio 2016    | 2017            |
| 23a | Owlette and the Moonflower                | Gufetta e i fiori lunari                    | 19 agosto 2016    | 2017            |
| 23b | Slowpoke Gekko                            | Geco perditempo                             | 19 agosto 2016    | 2017            |
| 24a | Catboy and the Lunar Dome                 | GattoBoy e la cupola lunare                 | 21 ottobre 2016   | 2017            |
| 24b | Gekko and the Rock of All Power           | Geco e la roccia di tutti i poteri          | 21 ottobre 2016   | 2017            |
| 25a | Super-Sized Gekko                         | Geco extralarge                             | 2 dicembre 2016   | 2017            |
| 25b | Take to the Skies, Owlette                | Spicca il volo, Gufetta                     | 2 dicembre 2016   | 2017            |
| 26a | Slow Down, Catboy                         | Rallenta Gattoboy                           | 17 febbraio 2017  | 2017            |
| 26b | Gekko's Special Rock                      | La pietra speciale di Geco                  | 17 febbraio 2017  | 2017            |